# Meristoderes
Genre
Meristoderes est un genre de kinorhynches de la famille des Echinoderidae.

## Liste des espèces
Selon World Register of Marine Species (23 janvier 2021) :
- Meristoderes boylei Herranz & Pardos, 2013
- Meristoderes elleae Sørensen, Rho, Min, Kim & Chang, 2013
- Meristoderes galatheae Herranz, Thormar, Benito, Sánchez & Pardos, 2012
- Meristoderes glaber Sørensen, Rho, Min, Kim & Chang, 2013
- Meristoderes herranzae Sørensen, Rho, Min, Kim & Chang, 2013
- Meristoderes imugi Sørensen, Rho, Min, Kim & Chang, 2013
- Meristoderes macracanthus Herranz, Thormar, Benito, Sánchez & Pardos, 2012
- Meristoderes okhotensis Adrianov & Maiorova, 2018
- Meristoderes taro Sánchez, Pardos & Martínez Arbizu, 2019

## Publication originale
- (en + de) María Herranz, Jonas Thormar, Jesús Benito, Nuria Sánchez et Fernando Pardos, « Meristoderes gen. nov., a new kinorhynch genus, with the description of two new species and their implications for echinoderid phylogeny (Kinorhyncha: Cyclorhagida, Echinoderidae) », Zoologischer Anzeiger, Elsevier, vol. 251, no 3,‎ août 2012, p. 161-179 (ISSN 0044-5231 et 1873-2674, OCLC 300273791, DOI 10.1016/J.JCZ.2011.08.004).